# Amphoe Sai Yok
Sai Yok (ไทรโยค) est un district (Amphoe) de la Province de Kanchanaburi, dans l'ouest de la Thaïlande.
Le Temple des Tigres, une ferme d'élevage de tigres, dans le Wat Pha Luang Ta Bua son attraction la plus connue a été fermée par les autorités thaïlandaises,
Elle inclut une partie des parcs nationaux de Erawan et de Sai Yok, parfois appelé Sai Yok Yai. On y trouve de très belles cascades comme celle de Khao Phang (en thaï ขาวพัง) appelée aussi cascade de Sai Yok Noi (Parc national de Erawan) et celle de Khao Chon (en thaï เขาโจน) appelée aussi cascade de Sai Yok Yai (Parc national de Sai Yok).
Le district héberge aussi la portion la plus spectaculaire de la Voie ferrée de la Mort entre la station du Cabbin River Kwai Resort et la station de Wangpho (en thaï วังโพ) avec le célèbre Pont de la Grotte de Krasae (en thaï สะพานถ้ำกระแซ) ainsi que le  Mémorial de Hellfire Pass   (en thaï ช่องเขาขาด, Chong Khao Khat) avec un site commémoratif situé à l’intérieur la Coupe de Konyu, un sentier de marche commémorative et un musée qui a été inauguré le 24 avril 1996.
Le remarquable parc historique du Prasat Muang Singh (en thaï อุทยานประวัติศาสตร์เมืองสิงห์), le prasat (château en khmer) khmer le plus à l'ouest connu.